# Artoria triangularis
Artoria triangularis Framenau, 2002 è un ragno appartenente alla famiglia Lycosidae.

## Etimologia
Il nome proprio della specie deriva dall'aggettivo latino triangularis, -e, cioè triangolare, in riferimento alle zone triangolari distinte presenti sul dorso dell'opistosoma.

## Caratteristiche
Questa specie è macroscopicamente distinguibile dalle altre del genere Artoria per avere un pattern addominale caratteristico, composto da due triangoli di colore nero che ne racchiudono un rettangolo di colore marrone chiaro.
I maschi hanno una lunghezza totale di 4,4 millimetri; il cefalotorace misura 2,1 millimetri di lunghezza e 1,5 di larghezza.

## Distribuzione
La specie è stata reperita nell'Australia sudorientale: presso la località di Valencia Creek, lungo il fiume Avon, nello stato di Victoria fra il 3 e il 17 settembre 1997 è stato rinvenuto l'olotipo maschile; altri esemplari sono stati reperiti in Australia meridionale (località Whyalla).

## Tassonomia
Al 2016 non sono note sottospecie e dal 2002 non sono stati esaminati nuovi esemplari.